# الدوري الهولندي الممتاز 1921–22
الدوري الهولندي الممتاز 1921–22 (بالهولندية: Nederlands landskampioenschap voetbal 1921/22)‏ هو الموسم 34 من الدوري الهولندي الممتاز. أشرف على تنظيمه الاتحاد الملكي الهولندي لكرة القدم، وكان عدد الأندية المشاركة فيه 43، وفاز فيه غو أهد إيغلز.